# Learning to Fly (canção de Pink Floyd)
"Learning to Fly" é a segunda faixa do álbum A Momentary Lapse of Reason da banda britânica de rock Pink Floyd. Foi o primeiro single do disco a ser divulgado, e atingiu a 70ª posição nas paradas da Billboard e o primeiro lugar na Mainstream Rock Tracks.

## Composição
A canção foi escrita majoritariamente pelo vocalista e guitarrista David Gilmour. Sua letra descreve os sentimentos do músico por aviação, algo que, na época era uma de suas grandes paixões. No entanto, a música também tem sido interpretada como uma metáfora a respeito das mudanças na formação do Pink Floyd e sua nova posição como líder do grupo após a saída de Roger Waters. O baterista Nick Mason, também aviador gravou vocais falados no meio da obra. O tecladista Richard Wright, na época ainda era músico contratado e praticamente não participou. "Learning to Fly" foi incluída na coletânea de grandes êxitos de Pink Floyd: Echoes: The Best of Pink Floyd e nos álbuns ao vivo Delicate Sound of Thunder e Pulse, de 1988 e 1995, respectivamente.
A canção foi interpretada regularmente em todas as turnês subsequentes do Pink Floyd, com colaborações de Tim Renwick na guitarra (embora, na versão de estúdio Gilmour esteve responsável completamente pelo instrumento).

## Clipe
O clipe musical de "Learning to Fly" foi dirigido por Storm Thorgerson, no Canadá, de 50 a 75 km ao oeste da cidade de Calgary, Alberta, durante os ensaios para a turnê da banda ocorrida nos anos de 1987/88/89. O vídeo combina interpretações da banda junto à um nativo americano trabalhando num campo, que mais tarde transforma-se numa águia. A produção alcançou a nona posição dentre os vídeos divulgados pela MTV em novembro de 1987 e esteve dentre os cem selecionados da emissora naquele ano.

## Ficha técnica
Pink Floyd
- David Gilmour – guitarras, vocais
- Nick Mason – bateria, vocais

Músicos convidados
- Richard Wright – piano digital
- Jon Carin – teclados
- Steve Formam – percussão
- Tony Levin – baixo

## Posição nas paradas musicais
| Parada (1987)                               | Melhor posição |
| ------------------------------------------- | -------------- |
| Austrália (Australian Music Report)         | 34             |
| França (SNEP)                               | 60             |
| Nova Zelândia (Recorded Music NZ)           | 10             |
| Estados Unidos (Billboard Hot 100)          | 70             |
| Estados Unidos (Billboard Mainstream Rock)  | 1              |
| Estados Unidos (Cashbox Top 100)            | 82             |
| Alemanha Ocidental (Official German Charts) | 71             |